# جزیره آراسنا
جزیره آراسنا (به اسپانیایی: Aracena Island) یک منطقهٔ مسکونی در شیلی است.

## خصوصیات
جزیره آراسنا ۱٬۱۶۴ کیلومترمربع مساحت دارد ۱٬۱۵۸ متر بالاتر از سطح دریا واقع شده‌است.